# Hans-Peter Marutschke
Hans-Peter Marutschke (* 1951) ist ein deutscher Jurist und emeritierter Professor der Doshisha University Law School in Kyoto, Japan.

## Werdegang
Marutschke war von 1976 bis 1978 Monbusho/DAAD-Stipendiat an der Staatlichen Universität Tokyo. Von 1983 bis 1989 war er als DAAD-Lektor für deutsches Recht an den Universitäten Kobe, Osaka und Städtische Univ. Osaka tätig, wobei er 1985 zum Associate Professor in Kobe ernannt wurde. 1989 wurde er wissenschaftlicher Mitarbeiter am Lehrstuhl von Ulrich Eisenhardt, verantwortlich für den Aufbau eines Fernstudienkurses zum Japanisches Recht an der Fernuniversität Hagen. 1992 promovierte er an der Fernuniversität Hagen zum Dr. iur. und wurde 1996 habilitiert (Venia legendi für Japanisches Recht, Rechtsvergleichung, Deutsches Bürgerliches Recht, Japanische Rechts- und Sozialgeschichte). 2002 wurde er an der Fernuniversität Hagen zum  außerplanmäßigen Professor ernannt. Im April 2004 wurde er beurlaubt für die Übernahme einer Professur an der Law School der Dōshisha-Universität in Kyoto, Japan, leitete jedoch ehrenamtlich die Seminare des Studienganges zum Japanischen Recht in Hagen bis 2020. 2005 wurde er zum Direktor des EU-Research Centers und 2011 zum Direktor des Institut for Comparative Legal Culture der Dōshisha-Universität ernannt. Von 2002 bis 2013 fungierte er als Erster Vorsitzender sowie  2013 als Stellvertretender Vorsitzender und von 2014 bis 2019 als Vorsitzender des Kuratoriums des Fördervereins Japanisch-Deutscher Kulturbeziehungen (JaDe) e. V., Köln. 2021 wurde er an der Doshisha Law School emeritiert und dort mit einer Festschrift für seine Verdienste in Lehre und Forschung geehrt.

## Schriften (Auswahl)
Monografien
- Die Entwicklung des Grundeigentumsrechts im modernen Japan und die Landpachtgesetzgebung der zwanziger Jahre. Heymann, Berlin 1993, ISBN 3-452-22512-7.
- Übertragung dinglicher Rechte und gutgläubiger Erwerb im japanischen Immobiliarsachenrecht. Eine rechtsvergleichende Studie zum japanischen, französischen und deutschen Vertrags- und Liegenschaftsrecht. Mohr Siebeck, Tübingen 1997, ISBN 3-16-146819-8.
- Einführung in das japanische Recht. Beck 2010, München, ISBN  978-3-406-55981-5.
- Beiträge zur modernen japanischen Rechtsgeschichte.  Berlin, Berliner Wiss.-Verl.BWV 2006, ISBN 978-3-8305-1240-0.

Herausgeberwerke
- Beiträge zur japanischen Verfassungsgeschichte. Carl Heymann, Köln, 2011, EAN 9783452274700.
- Laienrichter in Japan, Deutschland und Europa. Japanisch-deutsches Symposium, Doshisha University – Law School, Kyoto, 15. Mai 2005. Berlin 2006, ISBN 3-8305-1239-2.
- Laienrichter in Japan, Deutschland und Europa. Berlin, BWV, Berliner Wiss.-Verl. 2006, ISBN 978-3-8305-1239-4.
- Arbeitsordnungen und Tarifverträge japanischer Unternehmen. München, Heymann 1998, ISBN 978-3-452-23920-4.

Übersetzungen
- Gesellschaftsrecht in Japan (von Ichirô Kawamoto), Beck, München 2004, ISBN 978-3-406-47912-0.
- Vergleichende Einführung in das japanische Arbeitsrecht  (von Satoshi Nishitani). Heymann, Köln 2003, ISBN 978-3-452-25320-0.